# Brachidontes exustus
Brachidontes exustus is een tweekleppigensoort uit de familie Mytilidae. De wetenschappelijke naam is gepubliceerd in 1758 door Linnaeus in de tiende editie van Systema naturae.